# Disraeli (pel·lícula de 1921)

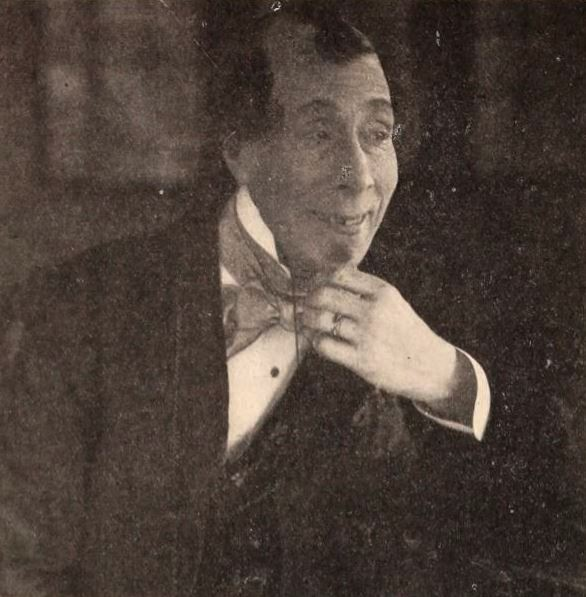
George Arliss en un fotograma de la pel·lícula

Disraeli és una pel·lícula muda dirigida per Henry Kolker i protagonitzada per George Arliss, que ja havia fet el mateix paper al teatre el 1911 i que repetiria en el remake de la pel·lícula el 1929. Basada en la peça teatral homònima de Louis Napoleon Parker, es va estrenar el 28 d’agost de 1921.

## Argument
Disraeli és un jueu de classe mitjana que arriba a ser el primer ministre britànic sota el regnat de la reina Victòria. Això li suposa l'enemistat de molts nobles i snobs racistes. Endevina que Rússia està teixint un entramat diplomàtic per aconseguir conprar el canal de Suez i maniobra per a que sigui el Regne Unit qui ho faci, conscient que en depèn la força de l’imperi. En una recepció feta pel duc de Glastonbury, Disraeli intenta aconseguir el suport de Sir Michael Probert, però aquest, influenciat per Lady Travers que està pagada per l'ambaixador rus, es nega a avançar fons per comprar el canal. Charles es converteix en el secretari de Disraeli, i Meyers, un banquer, negocia un préstec a Sud-amèrica per cobrir la transacció. Aconsegueix els diners però els sabotejadors enfonsen l'enviament d'or. La fallida de Meyers obliga Disraeli a buscar un nou crèdit i Sir Michael acaba avançant el crèdit, evitant el tancament del Banc d'Anglaterra. La reina fa una recepció en la qual Charles és condecorat i es ret homenatge a Disraeli i Lady Beaconsfield, la seva dona. Al final, a la cort, tots aquells als que s'havia enfrontat reclamen l'honor d'haver-lo ajudat.

## Repartiment
- George Arliss (Benjamin Disraeli)
- Florence Arliss (Lady Beaconsfield)
- Margaret Dale (Mrs. Noel Travers)
- Louise Huff (Clarissa)
- Reginald Denny (Charles, vescomte Deeford)
- E. J. Ratcliffe (Sir Michael Probert)
- Frank Losee (Hugh Meyers)
- Henry Carvill (duc de Glastonbury)
- Grace Griswold (duquessa de Glastonbury)
- Noel Tearle (Foljambe)
- Fred Nicholls (majordom)
- Betty Blythe

## Producció
George Arliss va estrenar amb gran èxit el 1911 la primera versió de l’obra de Louis Napoleon Parker. El 1916 es va fer una versió britànica de l'obra amb el permís de l'autor cosa que feu enfadar Arliss, que encara representava l'obra a Broadway. Més tard Arliss va comprar tots els drets per a fer-ne una pel·lícula resultant-ne aquesta versió del 1921 i la posterior del 1929 per la que Arliss guanyaria un Oscar al millor actor.